# Habrosynilema eurygrapha
Habrosynilema eurygrapha is een vlinder uit de familie van de spinneruilen (Erebidae). De wetenschappelijke naam van deze soort werd voor het eerst voorgesteld als Anaphosia eurygrapha door George Francis Hampson in een publicatie uit 1910.
Deze soort komt voor in Zambia.